# قانون ارتقاء درک عمومی از تنوع گرایش جنسی و هویت جنسیتی
قانون ارتقاء درک عمومی از تنوع گرایش جنسی و هویت جنسیتی (性的指向及びジェンダーアイデンティティの多様性に関する国民の理解の増進に関する法律)، معمولاً به عنوان قانون ترویج درک ال‌جی‌بی‌تی شناخته می‌شود.
یک قانون ژاپنی است که اصول اساسی را در مورد ترویج اقدامات برای گسترش درک افراد لزبین، همجنس‌گرا، دوجنس‌گرایی و تراجنسیتی (LGBT ال‌جی‌بی‌تی) و سایر اقلیت‌های جنسی در ژاپن وضع می‌کند. این قانون دولت ژاپن را موظف می‌کند تا یک برنامه اجرایی اساسی برای ارتقای درک افراد دگرباش جنسی و محافظت از آنها در برابر «تبعیض ناعادلانه» تهیه کند. همچنین تصریح می‌کند که نهادهای دولتی، مشاغل و مدارس «باید تلاش کنند» اقدامات مشابهی انجام دهند.